# 日本童謡協会
一般社団法人日本童謡協会（にほんどうようきょうかい、The Association of Children's Song Writers in Japan）は、童謡の振興と普及を図るための法人。会員は、会の趣旨に賛同する詩人、作曲家に限定される。賛助会員、会友制度もある。正式名称は「一般社団法人日本童謡協会」。略称「ACS」。日本音楽作家団体協議会、楽譜コピー問題協議会加盟。

## 主な事業
- 「童謡祭・新作展」、「童謡こどもの歌コンクール」、各地の「童謡まつり」の開催。
- 「日本童謡賞」、「童謡文化賞」選定・主催。
- 各国図書館へ童謡著作物の提供。
- 年刊童謡詩集、年刊楽譜集、CD刊行。
- 会報「日本童謡協会」の発行[1]。

## 沿革
- 1969年2月に結成。初代会長にサトウハチローが就任[2]。同年から日本童謡賞を制定[2]。
- 1977年から年刊童謡詩集を刊行。童謡詩集掲載の詩に曲をつけた作品で新曲発表を行う「童謡祭」を毎年一回開催[2]。
- 1984年、「童謡の日」（毎年7月1日）の制定[2]。
- 1989年8月25日、社団法人として文部省から正式に認可される[2]。
- 1996年以降、「こどものコーラス展」を毎年[2]。
- 2002年、童謡文化賞を制定[2]。

## 歴代会長
1. サトウハチロー（1969年 - 1973年）
2. 中田喜直（1979年 - 2000年）
3. 湯山昭（2001年 - 2023年）
4. 早川史郎（2023年 - ）

## 注
1. ↑  平成19年度事業報告書社団法人日本童謡協会サイト
2. 1 2 3 4 5 6 7  社団法人日本童謡協会のあゆみ東京書籍・音楽専門館サイト内